# Narambuenatitan
Narambuenatitan ("titán z Puerto Narambuena") byl rod vývojově pokročilého sauropodního dinosaura ze skupiny Titanosauria (kladu Lithostrotia), který žil v období svrchní křídy na území dnešní Argentiny (souvrství Anacleto, geologický věk kampán).

## Popis
Fosilie tohoto dinosaura představují neúplnou postkraniální kostru. Sauropod byl formálně popsán na počátku roku 2011 paleontology Leonardem S. Filippim, Rodolfem A. Garcíou a Albertem C. Garridem.
V roce 2020 byla publikována studie o neuroanatomii tohoto sauropoda, založená na výzkumu fosilní mozkovny počítačovou tomografií. Byl tak získán i obraz trojrozměrné podoby mozku a vnitřního ucha narambuenatitana. Mimo jiné bylo odhaleno, že tento sauropod byl pravděpodobně blízce příbuzný podčeledi Saltasaurinae.